# Río Negro (Orénoque)
Pour les articles homonymes, voir Río Negro.
 (avril 2014).
Si vous disposez d'ouvrages ou d'articles de référence ou si vous connaissez des sites web de qualité traitant du thème abordé ici, merci de compléter l'article en donnant les références utiles à sa vérifiabilité et en les liant à la section « Notes et références ».
 (avril 2014).
Le río Negro est une rivière de l'Amazonie vénézuélienne et un affluent gauche du río Cuao, donc un sous-affluent de l'Orénoque. 

## Géographie
Situé dans l'État d'Amazonas, il est un sous affluent de l'Orénoque et se jette en rive gauche du río Cuao dont il est l'un des principaux affluents avec les ríos Lapa, Piedra, à proximité de la localité de Naranjillo. Il prend sa source à proximité d'un des principaux sommets du massif de Cuao-Sipapo, le cerro Cuao.